# Jen Kirkman
Jen Kirkman (Needham, 28 de agosto de 1974) es una comediante, actriz y guionista estadounidense, reconocida principalmente por su aparición en el show de comedia Chelsea Lately entre 2008 y 2014.

## Carrera
Kirkman inició su carrera en el mundo de la comedia en vivo o stand up, registrando apariciones en lugares como Hollywood Improv, The Laugh Factory y The Upright Citizens Brigade Theatre, y ha trabajado con otros humoristas como Maria Bamford, Greg Behrendt, Mike Birbiglia y Chelsea Handler.
Publicó su primer álbum de comedia en 2006 con el título Self Help, seguido de Hail to the Freaks (2011) y I'm Gonna Die Alone (And I Feel Fine) (2016). Este último sirvió como su debut para su primer especial humorístico en Netflix. Su segundo show de stand up, Just Keep Livin'?, se estrenó en enero de 2017 y fue publicado en noviembre de 2018 como álbum. Su primer libro, I Can Barely Take Care of Myself: Tales From a Happy Life Without Kids, fue publicado en abril de 2013 y se convirtió en un superventas del New York Times.
Además de su participación en Chelsea Lately entre 2008 y 2014, ha figurado en otras producciones de televisión como The Late Late Show with Craig Ferguson, Funny or Die Presents y Conan, y en el filme de 2017 Home Again. En 2022 publicó un nuevo álbum de comedia, titulado OK, Gen X.

## Filmografía
- Home Again (2017)
- Just Keep Living? (2017)
- I'm Gonna Die Alone (And I Feel Fine) (2015)
- American Dirtbags (2015)
- Every Other Summer (2015)
- Have You Been Paying Attention? (2014)
- @midnight (2014–2017)
- Drunk History (2013–2015)
- After Lately (2011–2013)
- Perfect Couples (2011)
- Conan (2011)
- Drunk History (2010)
- Chelsea Lately (2009–2014)
- The Late Late Show with Craig Ferguson (2008)
- Max 1,000 Words (2008)
- The Very Funny Show (2007)
- Acceptable.TV (2007)
- SuperNews! (2006–2009)
- Funny Money (2003)
- Home Movies (2001–2002)
- Late Friday (2001)